# Juvecaserta Basket 2015-2016
Questa voce raccoglie le informazioni riguardanti la Juvecaserta Basket nelle competizioni ufficiali della stagione 2015-2016.

## Stagione
La stagione 2015-2016 della Juvecaserta Basket sponsorizzata Pasta Reggia, è la 19ª nel massimo campionato italiano di pallacanestro, la Serie A.

## Roster
Aggiornato al 16 gennaio 2017.
| Pasta Reggia Caserta 2015-16 | Pasta Reggia Caserta 2015-16 |
| Giocatori                    | Staff tecnico                |
| ---------------------------- | ---------------------------- |

| N. | Naz.                                        | Ruolo | Nome                | Anno | Alt.   | Peso   |  |
| -- | ------------------------------------------- | ----- | ------------------- | ---- | ------ | ------ |  |
| 1  | Stati Uniti (bandiera)                      | AP    | Micah Downs         | 1986 | 203 cm | 91 kg  |  |
| 3  | Stati Uniti (bandiera)                      | P     | Peyton Siva         | 1990 | 183 cm | 82 kg  |  |
| 4  | Stati Uniti (bandiera)                      | AC    | Dario Hunt          | 1989 | 206 cm | 111 kg |  |
| 10 | Italia (bandiera)                           | PG    | Daniele Cinciarini  | 1983 | 194 cm | 87 kg  |  |
| 11 | Nigeria (bandiera) · Regno Unito (bandiera) | P     | Ogo Adegboye        | 1987 | 185 cm | 84 kg  |  |
| 12 | Italia (bandiera)                           | PG    | Vincenzo Ventrone   | 1998 | 187 cm | 69 kg  |  |
| 13 | Italia (bandiera)                           | AG    | Valerio Amoroso     | 1980 | 204 cm | 107 kg |  |
| 14 | Stati Uniti (bandiera)                      | AG    | Bobby Jones         | 1984 | 201 cm | 98 kg  |  |
| 15 | Svezia (bandiera)                           | AP    | Viktor Gaddefors    | 1992 | 201 cm | 92 kg  |  |
| 19 | Italia (bandiera)                           | A     | Andrea Ghiacci (C)  | 1981 | 200 cm | 100 kg |  |
| 21 | Italia (bandiera)                           | P     | Marco Giuri         | 1988 | 194 cm | 90 kg  |  |
| 28 | Georgia (bandiera) · Italia (bandiera)      | AC    | Nik'a Met'reveli    | 1988 | 194 cm | 90 kg  |  |
| 35 | Stati Uniti (bandiera)                      | G     | Muhammad El-Amin    | 1987 | 196 cm | 95 kg  |  |
| 43 | Stati Uniti (bandiera) · Italia (bandiera)  | C     | Linton Johnson      | 1980 | 203 cm | 93 kg  |  |
| 51 | Italia (bandiera)                           | AG    | Tommaso Ingrosso    | 1992 | 208 cm | 85 kg  |  |
| 55 | Slovenia (bandiera)                         | AC    | Uroš Slokar         | 1983 | 210 cm | 115 kg |  |
| -  | Italia (bandiera)                           | P     | Elio Di Martino     | 1999 | 178 cm | 80 kg  |  |
| -  | Italia (bandiera)                           | G     | Michele Formisano   | 1998 | 182 cm |        |  |
| -  | Italia (bandiera)                           | GA    | Luca Gennarelli     | 1998 | 184 cm |        |  |
| -  | Italia (bandiera)                           | AP    | Luca Gravina        | 1998 | 190 cm | 82 kg  |  |
| -  | Italia (bandiera)                           | A     | Salvatore Iovinella | 1998 | 194 cm | 95 kg  |  |

| Allenatore                                                                                          |
| - Sandro Dell'Agnello                                                                               |
| Assistente/i                                                                                        |
| - Daniele Michelutti - Remo Petroccione Legenda - (C) Capitano - (IN) Inattivo - Infortunato Roster |

## Mercato

### Sessione estiva
| Acquisti | Acquisti            | Acquisti         | Acquisti      | Acquisti |
| R.       | Nome                | da               | Modalità      |          |
| -------- | ------------------- | ---------------- | ------------- | -------- |
| P        | Peyton Siva         | Erie BayHawks    | definitivo    |          |
| AP       | Micah Downs         | Avtodor Saratov  | definitivo    |          |
| AC       | Dario Hunt          | Orlandina        | definitivo    |          |
| PG       | Daniele Cinciarini  | Pistoia Basket   | definitivo    |          |
| AG       | Valerio Amoroso     | Pistoia Basket   | definitivo    |          |
| AG       | Bobby Jones         | Virtus Roma      | definitivo    |          |
| AP       | Viktor Gaddefors    | Pall. Mantovana  | definitivo    |          |
| AG       | Andrea Ghiacci      | Scafati Basket   | definitivo    |          |
| P        | Marco Giuri         | Scaligera Verona | definitivo    |          |
| G        | Muhammad El-Amin    | Apollon Patrasso | definitivo    |          |
| AG       | Tommaso Ingrosso    | Virtus Cassino   | definitivo    |          |
| G        | Domenico Marzaioli  | Pall. Biella     | fine prestito |          |
| AG       | Dario Cefarelli     | Azzurro Napoli   | fine prestito |          |
| ALL      | Sandro Dell'Agnello | V.L. Pesaro      | definitivo    |          |

| Cessioni | Cessioni           | Cessioni          | Cessioni       | Cessioni |
| R.       | Nome               | a                 | Modalità       |          |
| -------- | ------------------ | ----------------- | -------------- | -------- |
| AC       | Dejan Ivanov       | Auxilium Torino   | fine contratto |          |
| AG       | Carleton Scott     | Anversa Giants    | fine contratto |          |
| AG       | Michele Antonutti  | Pistoia Basket    | fine contratto |          |
| P        | Ronald Moore       | Pistoia Basket    | fine contratto |          |
| PG       | Michele Vitali     | Virtus Bologna    | fine contratto |          |
| PG       | Marco Mordente     | Viola R. Calabria | fine contratto |          |
| G        | Henry Domercant    | Free agent        | fine contratto |          |
| P        | Claudio Tommasini  | Trapani Shark     | fine contratto |          |
| AG       | Andrea Michelori   | Scaligera Verona  | fine contratto |          |
| AC       | Amedeo Tessitori   | Pall. Cantù       | fine contratto |          |
| G        | Domenico Marzaioli | N.B. Brindisi     | fine contratto |          |
| AG       | Dario Cefarelli    | Universo Treviso  | fine contratto |          |
| ALL      | Vincenzo Esposito  | Pistoia Basket    | fine contratto |          |

### Dopo l'inizio della stagione
| Acquisti | Acquisti         | Acquisti       | Acquisti         | Acquisti   |
| R.       | Nome             | da             | Data             | Modalità   |
| -------- | ---------------- | -------------- | ---------------- | ---------- |
| P        | Ogo Adegboye     | Vanoli Cremona | 11 dicembre 2015 | definitivo |
| AC       | Nik'a Met'reveli | Orlandina      | 5 gennaio 2016   | definitivo |
| AC       | Uroš Slokar      | Free agent     | 3 marzo 2016     | definitivo |
| C        | Linton Johnson   | Free agent     | 18 marzo 2016    | definitivo |

| Cessioni | Cessioni         | Cessioni          | Cessioni         | Cessioni    |
| R.       | Nome             | a                 | Data             | Modalità    |
| -------- | ---------------- | ----------------- | ---------------- | ----------- |
| G        | Muhammad El-Amin | Neas Kīfisias     | 8 dicembre 2015  | rescissione |
| AG       | Valerio Amoroso  | Free agent        | 15 dicembre 2015 | rescissione |
| P        | Ogo Adegboye     | Viola R. Calabria | 5 gennaio 2016   | rescissione |